# Битва при Бйоркезунді
Битва при Бйоркезунді (швед. Slaget vid Björkösund) — морська битва, що відбулася 2–3 липня 1790 року під час російсько-шведської війни (1788—1790) між флотами Швеції та Російської імперії.

## Передумови
Росіяни, які заблокували шведський флот разом з його архіпелаговим флотом у Виборзькій затоці, планували атакувати шведські кораблі з різних напрямків, щоб завдати вирішальної поразки флоту до того, як вітер дозволить шведам вирватися з пастки. У ніч з 2 на 3 липня атаку розпочав Карл Генріх Нассау-Зіген, який зі своїм прибережним флотом із 81 судна різних розмірів вирушив назустріч шведам, що стояли у східній протоці Бйоркезунд.

## Битва
Шведи під командуванням підполковника Класа Г'єльмшерни мали три дивізії, що складалися переважно з канонерських шлюпів та ялів. Разом з майором Лейонанкаром та капітаном Шарффом, які командували своїми дивізіями, вони мали під своїм командуванням близько 42 суден (по 14 у кожній дивізії). Протока біля острова Кантасарі, через яку росіяни мали атакувати, була вузькою і о 23:00 2 липня зазнала потужного обстрілу з боку шведських суден. Бій тривав до 04:00 3 липня, доки шведський лейтенант не отримав наказ відступити до основних шведських кораблів, оскільки мав розпочатися прорив із Виборзької затоки. Ескадра підполковника Стедінгка, що складалася з турум, спочатку залишилася для прикриття відступу, але оскільки росіяни не переслідували їх, вона також відійшла до основних шведських сил.

## Наслідки
У битві шведи втратили лише 3 вбитими та 8 пораненими. Росіяни, з іншого боку, за їхніми власними даними, отриманими від полонених після битви при Свенсксунді, втратили до 400 осіб вбитими та пораненими (переважно через вузьку протоку, через яку їм довелося атакувати), а також один фрегат і одну шебеку. Було втрачено ще один великий корабель та кілька менших. Шведи досягли успіху, оскільки зуміли стримати російський прибережний флот достатньо довго, щоб підготуватися до прориву, і 3 липня Густав III та його флот нарешті вирвалися, хоча й із великими втратами.